# Libertà individuali

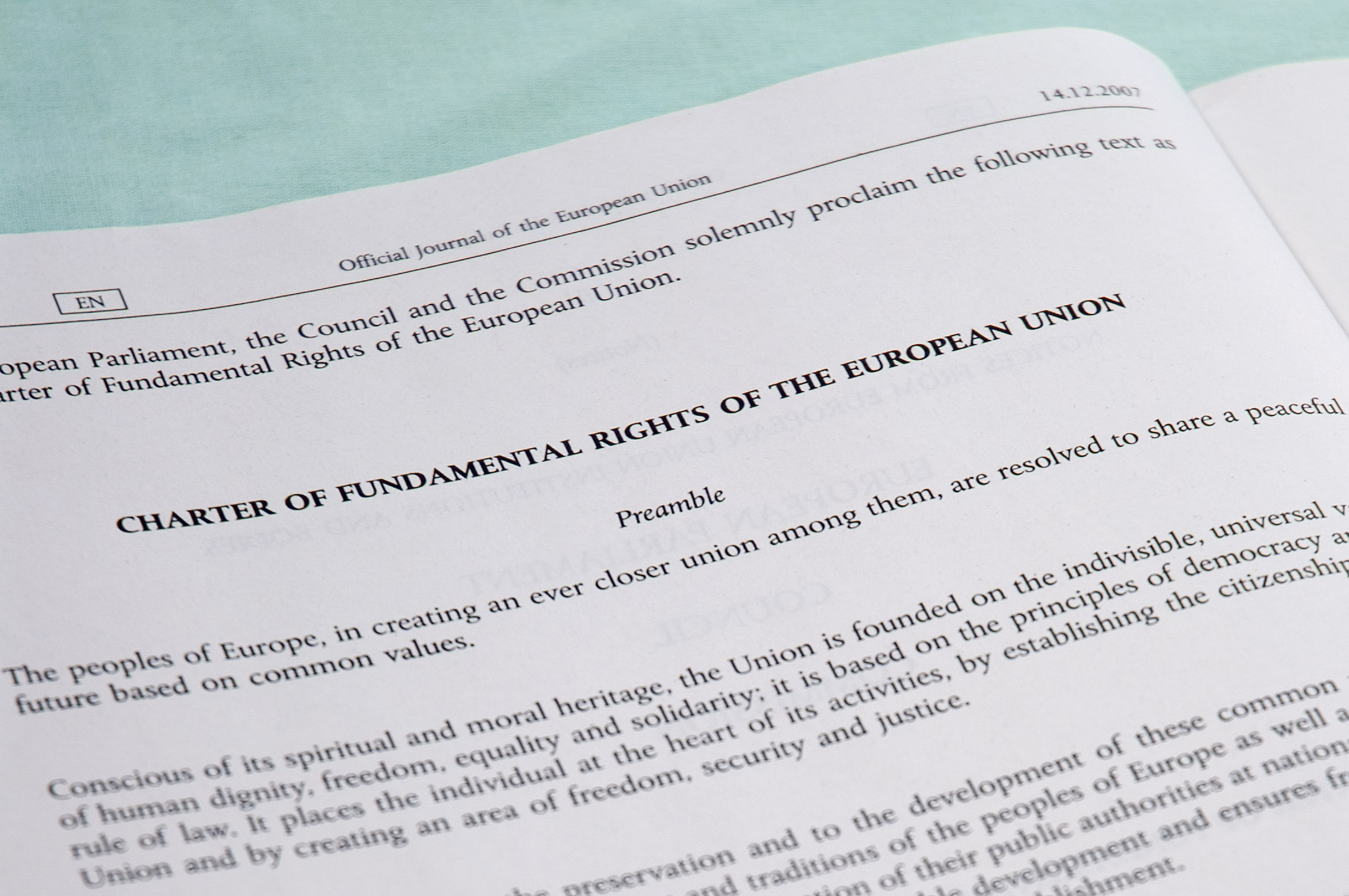
Il preambolo della Carta dei diritti fondamentali dell'Unione europea

Le libertà individuali (art.13 costituzione italiana) sono l'insieme delle libertà proprie di ogni individuo.
I primi teorici di questo tipo di libertà si perdono nel tempo, ma furono i liberali inglesi del XVII-XVIII secolo, tra cui spicca il nome di John Locke, a classificarli e razionalizzarli gerarchicamente.
Secondo Locke, il primo diritto individuale istintivamente rispettato e difeso da ogni membro di una comunità è il diritto alla vita di ogni suo membro. A questo diritto ne conseguono altri, che possono essere dedotti come conseguenza del primo. In ordine gerarchico, il secondo è la libertà personale, poi la proprietà privata, ed al quarto posto la salvaguardia della propria salute.
In Locke, la difesa dei diritti individuali è riservata ai soli cittadini, i quali per questo versano tributi. Le elaborazioni successive (Voltaire) modificarono tale concezione, distinguendo in essi i diritti dell'uomo, da difendersi in ogni essere umano, ed i diritti del cittadino¸ da garantirsi solo a quest'ultimo. 
Le applicazioni che si ritrovano nelle costituzioni moderne confondono quasi sempre il concetto di difesa con quello di garanzia, quello di individuo con quello di cittadino, nonché il significato di diritto (isonomico) con quello di privilegio (riservato).